# イラク・イスラム革命最高評議会
イラク・イスラム革命最高評議会（المجلس الاعلى للثورة الاسلامية في العراق al-Majlis al-A&#145;lá lil Thawra al-Islāmīya fī al-&#145;Irāq）は、イラクの十二イマーム派（シーア派）系の政治運動組織。英語名はSupreme Council for the Islamic Revolution in Iraq で、略称はSCIRI。現在はイラクの主要政党の一つとして、与党最大会派統一イラク同盟の一翼を担っている。イラクのシーア派最高権威アリー・シスターニー師を精神的指導者に仰ぐ。

## 沿革
政党としては、ハキームの師で、1980年に政権によって処刑された最高位法学者ムハンマド・バーキル・サドル師の結成したダアワ党の流れを汲む。1980年代に、サッダーム・フセイン政権に抵抗してイランに亡命していた高位法学者ムハンマド・バーキル・ハキーム師が、同じくイランに逃れた十二イマーム派のウラマー（宗教者）たちを集めて結成し、イラン政府の支援を受けて、軍事部門（バドル軍団）から社会事業部門まで保有する大規模な国外反政府組織へと発展した。
2003年のイラク戦争によるサッダーム政権崩壊後、イラクに戻って南部で支持を拡大したが、同年8月に指導者ムハンマド・バーキル・ハキームが暗殺され、弟のアブドゥルアズィーズ・ハキームが後継指導者となった。以後、ムハンマド・バーキル・サドルの孫ムクタダー・サドルが率い、イラク国内での活動を続けてきたサドル派とは一線を画し、対立状態にある。ムハンマド・バーキル・ハキームの暗殺に、ムクタダー・サドルが関与した可能性も指摘されている。
2007年5月12日、政党名を改名し、「革命」を削除した「イラク･イスラーム最高評議会」とした。イラン流のイスラム革命を目指す路線の変更を明確にしたもの。